# Bezděkov u Úsova
Bezděkov u Úsova (německy Bezdiek) je malá vesnice, část města Úsov v okrese Šumperk. Nachází se v údolí potoka Rohelnice asi 4,5 km na sever od Úsova. V roce 2009 zde bylo evidováno 34 adres. V roce 2001 zde trvale žilo 74 obyvatel.
Bezděkov u Úsova je také název katastrálního území o rozloze 1,52 km2.
Ve vesnici je kaplička svatého Antonína z 19. století.